# Mia Nova

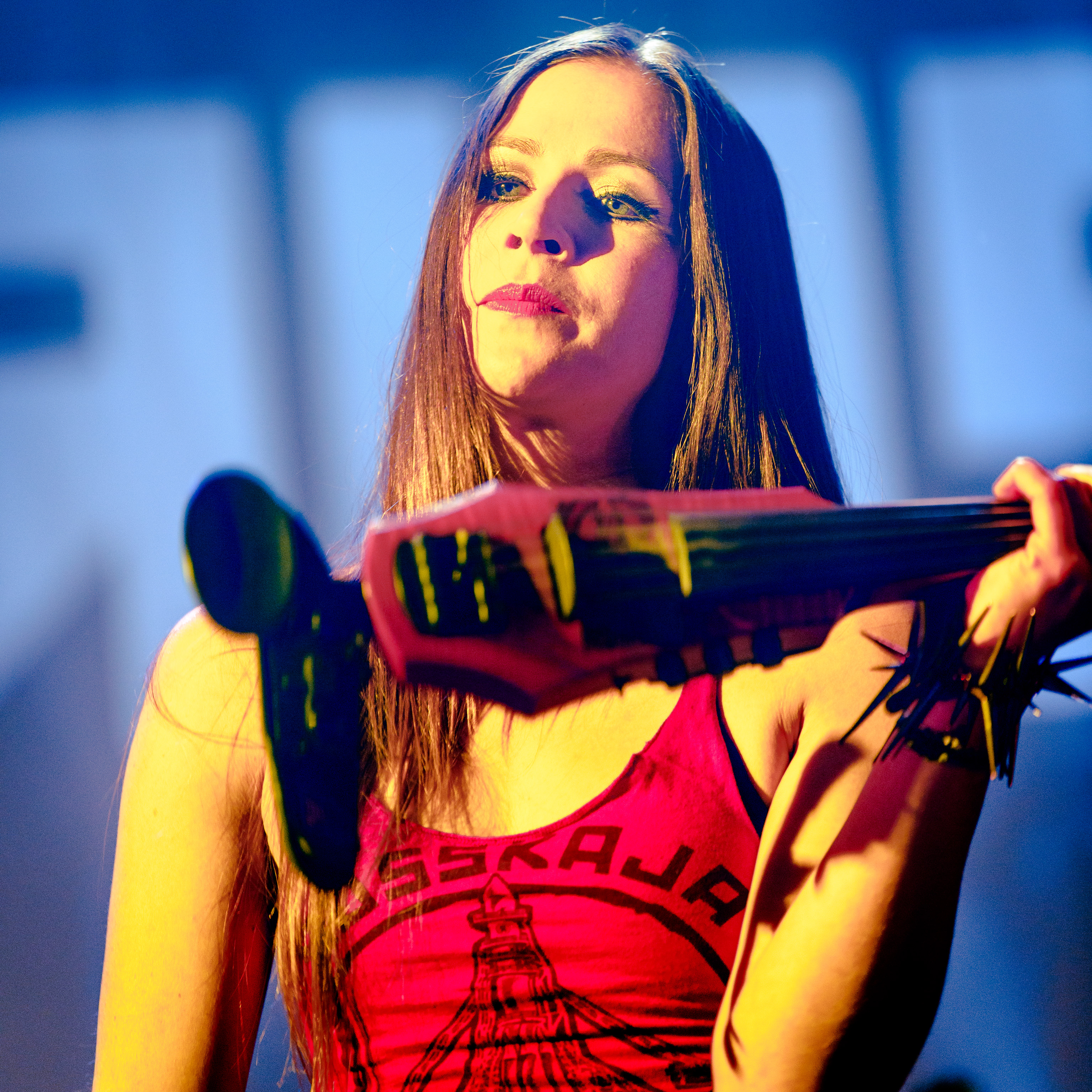
Ulrike Müllner als Bandmitglied von Russkaja (2014)

Mia Nova, auch bekannt unter ihrem bürgerlichen Namen Ulrike Marianne Müllner, ist eine österreichische Geigerin, die parallel zu ihrer seit 2015 laufenden Sololaufbahn vor allem als früheres Bandmitglied von Russkaja bekannt ist.

## Leben und Wirken

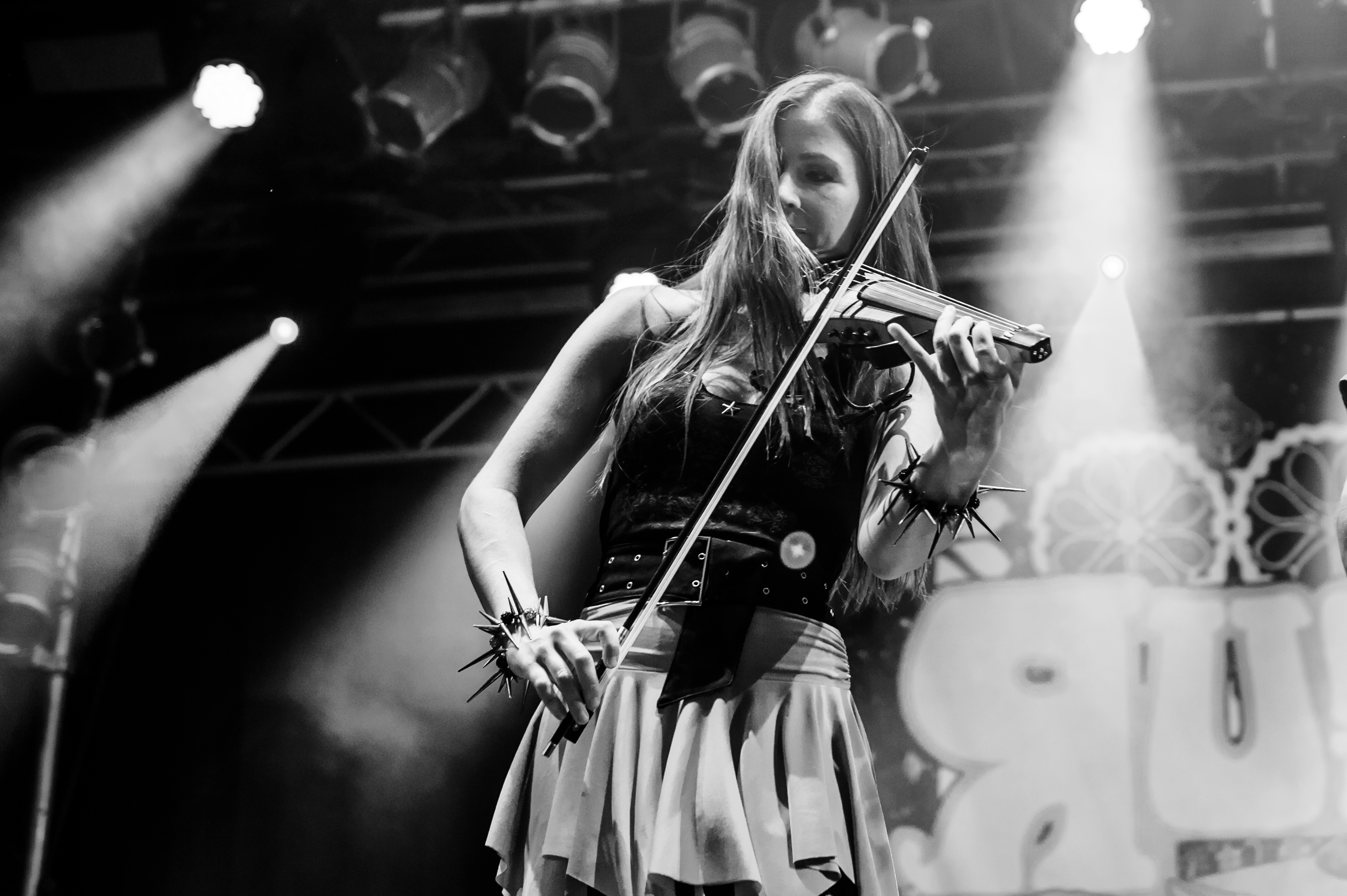
Ulrike Müllner bei einem Auftritt mit Russkaja beim Burgfolk auf dem Schloss Broich in Mülheim an der Ruhr (2016)

Ulrike Müllner wurde in Grieskirchen im Hausruckviertel geboren, wuchs hier zusammen mit ihrem Bruder Robert (* 1985, heute Jazzsaxofonist und Klarinettist) und ihren Eltern (einem Optiker und einer Bankangestellten) auf. Sie begann im Alter von sechs Jahren mit dem Geigenspielen und erhielt die erste eigene Geige zu ihrem siebten Geburtstag. Nach der musikalischen Früherziehung bei Ingeborg Enzlmüller absolvierte sie zehn Jahre lang Unterricht beim Grieskirchner Geigenlehrer Peter Gillmayr.
In weiterer Folge begann Müllner ein Geigenstudium an der Universität Salzburg, das sie jedoch nach einem Jahr abbrach, um an der Universität Wien Chemie zu studieren. Da sie sich jedoch ihr weiteres Arbeitsleben nicht im Labor vorstellen konnte, brach sie auch dieses Studium ab und kehrte zur Musik zurück. So studierte sie Musikerziehung, Germanistik und Instrumentalpädagogik auf Lehramt und wechselte nach vollendetem Studium an die Musikschule Grieskirchen und war ebenfalls als Musiklehrerin in Andorf, Rohrbach, Ried im Innkreis sowie am BORG Grieskirchen tätig.
Nachdem ihr das Spielen auf der klassischen Violine zu einseitig geworden war, besuchte Müllner Jazzunterricht und besorgte sich eine E-Geige. Daraufhin trat sie mit ihrer E-Geige an der Seite von DJs in Diskotheken auf, woraufhin ihre ersten Bandprojekte entstanden. Durch eines dieser Projekte kam sie nach Wien, wo sie auf die Band Russkaja traf. Nachdem Müllner die Band probeweise auf einer Tournee begleitet hatte, gehörte sie 2012 bis 2019 als fixes Mitglied zur Band. In dieser Zeit war sie auch in der Late-Night-Show Willkommen Österreich zu sehen. Während bei ihrer Arbeit mit Russkaja vor allem harte und rockige Klänge mit Ska- und Balkan-Einflüssen im Vordergrund standen, bewegt sie sich als Solokünstlerin musikalisch in den verschiedensten Genres. Dabei setzt Mia Nova, wie sich Müllner als Solokünstlerin nennt, auf akustische Violine, gepaart mit verzerrter E-Geige, die mit POP und EDM-Sound gemischt sind. Ihre Musik bewegt sich hierbei eher in Richtung Dancefloor.
Müllner, die ihre Lieder durchwegs selbst komponiert, wird auch des Öfteren als Solokünstlerin für Auftritte bei Veranstaltungen, Festivals oder Gala-Events als Show Act gebucht; dies oftmals auch in Verbindung mit Tänzern, Artisten oder anderen Musikern. Zu ihrem Künstlernamen kam sie spontan, nachdem ihr bei ihrer anfänglichen Karriere als „Disco-Geigerin“ ein DJ gesagt hatte, dass er sie nicht als Uli ankündigen könne und sie sich schnell einen Künstlernamen überlegen solle. So leitete sie Mia von ihrem zweiten Vornamen Marianne ab und wählte den Nachnamen Nova (lateinisch für Neu(es)). Im Laufe ihrer seit 2015 laufenden Solokarriere veröffentlichte sie bereits eine Handvoll Singles; zum Beispiel im Jahre 2018 zusammen mit Florian Ragendorfer die Single Dancing Again.
Müllner lebt am Stadtrand von Wien (Stand: 2019).

## Werke mit Russkaja
| Alben - 2013: Energia - 2015: Peace, Love & Russian Roll - 2017: Kosmopoliturbo - 2019: No One is Illegal | EPs - 2013: Barada Singles - 2015: Rock ’n’ Roll Today (Downloadsingle) |

## Werke als Solokünstlerin
| Alben - 2023: Shades | Singles - 2015: Amber - 2015: Sweet Dreams - 2018: You Know My Name - 2018: Dancing Again feat. Florian Ragendorfer - 2020: Giganten - Eric Papilaya Feat. Mia Nova - 2023: Vermillion |